# Pattinaggio di figura ai XXIII Giochi olimpici invernali
Le gare di pattinaggio di figura ai XXIII Giochi olimpici invernali di Pyeongchang, in Corea del Sud, si sono svolte dal 9 al 23 febbraio 2018 all'arena del ghiaccio di Gangneung. Si sono disputate cinque competizioni: i due singoli maschili e femminili, la gara di pattinaggio a coppie, la danza su ghiaccio e la gara a squadre. Il programma del pattinaggio si è concluso con un gran galà finale.

## Qualificazioni
Un totale di 148 atleti, 30 uomini, 30 donne, 20 coppie e 24 coppie nella gara di danza si sono qualificate ai Giochi olimpici. Alle 20 coppie originariamente qualificatesi, si sono aggiunte altre due coppie provenienti da Corea del Sud e Corea del Nord, Paesi che hanno ricevuto l'invito.
Complessivamente sono stati assegnati 83 posti in base al piazzamento ottenuto ai mondiali di Helsinki 2017, distribuiti nel modo seguente: 24 posti per il singolo maschile e per quello femminile, 16 per il pattinaggio a coppie e 19 per la danza su ghiaccio. I restanti posti sono stati attribuiti dopo il Nebelhorn Trophy disputato nel settembre 2017.

## Calendario
| Pattinaggio di figura ai XXIII Giochi olimpici invernali | Pattinaggio di figura ai XXIII Giochi olimpici invernali | Pattinaggio di figura ai XXIII Giochi olimpici invernali | Pattinaggio di figura ai XXIII Giochi olimpici invernali | Pattinaggio di figura ai XXIII Giochi olimpici invernali | Pattinaggio di figura ai XXIII Giochi olimpici invernali | Pattinaggio di figura ai XXIII Giochi olimpici invernali | Pattinaggio di figura ai XXIII Giochi olimpici invernali | Pattinaggio di figura ai XXIII Giochi olimpici invernali | Pattinaggio di figura ai XXIII Giochi olimpici invernali | Pattinaggio di figura ai XXIII Giochi olimpici invernali | Pattinaggio di figura ai XXIII Giochi olimpici invernali | Pattinaggio di figura ai XXIII Giochi olimpici invernali | Pattinaggio di figura ai XXIII Giochi olimpici invernali | Pattinaggio di figura ai XXIII Giochi olimpici invernali | Pattinaggio di figura ai XXIII Giochi olimpici invernali | Pattinaggio di figura ai XXIII Giochi olimpici invernali | Pattinaggio di figura ai XXIII Giochi olimpici invernali | Pattinaggio di figura ai XXIII Giochi olimpici invernali | Pattinaggio di figura ai XXIII Giochi olimpici invernali |
| Febbraio '18                                             | 9                                                        | 10                                                       | 11                                                       | 12                                                       | 13                                                       | 14                                                       | 15                                                       | 16                                                       | 17                                                       | 18                                                       | 19                                                       | 20                                                       | 21                                                       | 22                                                       | 23                                                       | 24                                                       | 25                                                       | Totale                                                   |                                                          |
| -------------------------------------------------------- | -------------------------------------------------------- | -------------------------------------------------------- | -------------------------------------------------------- | -------------------------------------------------------- | -------------------------------------------------------- | -------------------------------------------------------- | -------------------------------------------------------- | -------------------------------------------------------- | -------------------------------------------------------- | -------------------------------------------------------- | -------------------------------------------------------- | -------------------------------------------------------- | -------------------------------------------------------- | -------------------------------------------------------- | -------------------------------------------------------- | -------------------------------------------------------- | -------------------------------------------------------- | -------------------------------------------------------- | -------------------------------------------------------- |
| Uomini                                                   |                                                          |                                                          |                                                          |                                                          |                                                          |                                                          |                                                          |                                                          | Finale                                                   |                                                          |                                                          |                                                          |                                                          |                                                          |                                                          |                                                          | Gala                                                     | 1                                                        |                                                          |
| Donne                                                    |                                                          |                                                          |                                                          |                                                          |                                                          |                                                          |                                                          |                                                          |                                                          |                                                          |                                                          |                                                          |                                                          |                                                          | Finale                                                   |                                                          | Gala                                                     | 1                                                        |                                                          |
| Coppie                                                   |                                                          |                                                          |                                                          |                                                          |                                                          |                                                          | Finale                                                   |                                                          |                                                          |                                                          |                                                          |                                                          |                                                          |                                                          |                                                          |                                                          | Gala                                                     | 1                                                        |                                                          |
| Danza                                                    |                                                          |                                                          |                                                          |                                                          |                                                          |                                                          |                                                          |                                                          |                                                          |                                                          |                                                          | Finale                                                   |                                                          |                                                          |                                                          |                                                          | Gala                                                     | 1                                                        |                                                          |
| Squadre                                                  |                                                          |                                                          |                                                          | Finale                                                   |                                                          |                                                          |                                                          |                                                          |                                                          |                                                          |                                                          |                                                          |                                                          |                                                          |                                                          |                                                          | Gala                                                     | 1                                                        |                                                          |
| Totale                                                   |                                                          |                                                          |                                                          | 1                                                        |                                                          |                                                          | 1                                                        |                                                          | 1                                                        |                                                          |                                                          | 1                                                        |                                                          |                                                          | 1                                                        |                                                          |                                                          | 5                                                        |                                                          |

## Nazioni partecipanti
Le seguenti nazioni partecipano alle gare di pattinaggio di figura ai XXIII Giochi olimpici invernali, con indicato tra parentesi il loro numero di atleti. Per la prima volta la Malesia fa il suo debutto in questa disciplina.
- Australia (4)
- Austria (2)
- Belgio (2)
- Brasile (1)
- Canada (17)
- Cina (11)
- Corea del Nord (2)
- Corea del Sud (7)
- Filippine (1)
- Finlandia (1)
- Francia (8)
- Georgia (1)
- Germania (8)
- Giappone (9)
- Gran Bretagna (2)
- Israele (7)
- Italia (11)
- Kazakistan (3)
- Lettonia (2)
- Malaysia (1)
- Polonia (2)
- Rep. Ceca (5)
- Atleti Olimpici dalla Russia (15)
- Slovacchia (3)
- Spagna (4)
- Stati Uniti (14)
- Svezia (1)
- Svizzera (1)
- Turchia (2)
- Ucraina (4)
- Ungheria (1)
- Uzbekistan (1)

## Atleti in gara

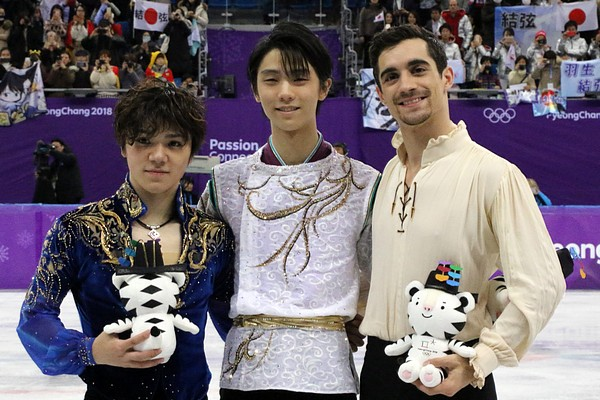
Il podio della gara maschile. Da sinistra Uno (argento), Hanyu (oro) e Fernandez (bronzo)

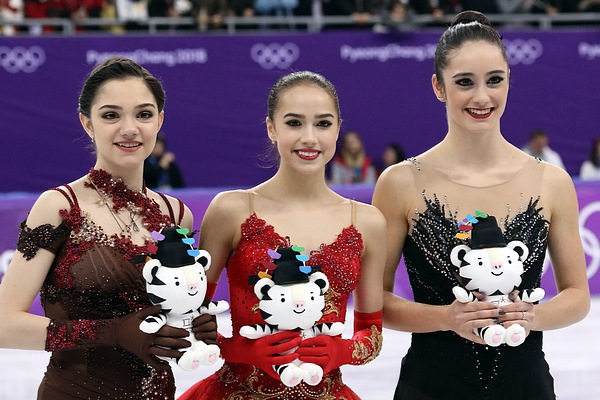
Il podio della gara femminile. Da sinistra Medvedeva (argento), Zagitova (oro) e Osmond (bronzo)

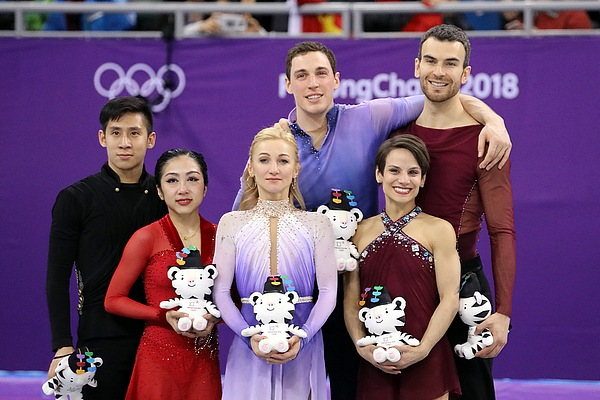
Il podio della gara delle coppie. Da sinistra Sui/Han (argento), Savchenko/Massot (oro) e Duhamel/Radfort (bronzo)

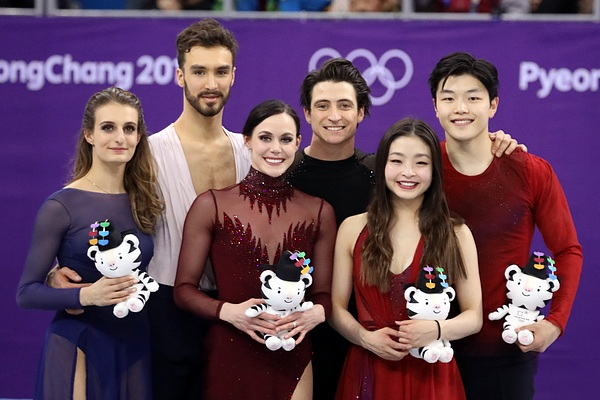
Il podio della gara di danza. Da sinistra Papadakis/Cizeron (argento), Virtue/Moir (oro) e Shibutani/Shibutani (bronzo)

La lista completa dei partecipanti è stata ufficializzata dall'International Skating Union il 30 gennaio 2018.
| Nazione                      | Uomini                                | Donne                                             | Coppie | Danza su ghiaccio                                                                            |
| ---------------------------- | ------------------------------------- | ------------------------------------------------- | --- | -------------------------------------------------------------------------------------------- |
| Australia                    | Brendan Kerry                         | Kailani Craine                                    | Ekaterina Alexandrovskaya / Harley Windsor                                                                     |                                                                                              |
| Austria                      |                                       |                                                   | Miriam Ziegler / Severin Kiefer                                                                                |                                                                                              |
| Belgio                       | Jorik Hendrickx                       | Loena Hendrickx                                   | |                                                                                              |
| Brasile                      |                                       | Isadora Williams                                  | |                                                                                              |
| Canada                       | Patrick Chan Keegan Messing           | Larkyn Austman Gabrielle Daleman Kaetlyn Osmond   | Meagan Duhamel / Eric Radford Kirsten Moore-Towers / Michael Marinaro Julianne Séguin / Charlie Bilodeau       | Piper Gilles / Paul Poirier Tessa Virtue / Scott Moir Kaitlyn Weaver / Andrew Poje           |
| Cina                         | Jin Boyang Yan Han                    | Li Xiangning                                      | Peng Cheng / Jin Yang Sui Wenjing / Han Cong Yu Xiaoyu / Zhang Hao                                             | Wang Shiyue / Liu Xinyu                                                                      |
| Corea del Nord               |                                       |                                                   | Ryom Tae-ok / Kim Ju-sik                                                                                       |                                                                                              |
| Corea del Sud                | Cha Jun-hwan                          | Choi Da-bin Kim Ha-nul                            | Kim Kyu-eun / Alex Kang-chan Kam                                                                               | Yura Min / Alexander Gamelin                                                                 |
| Filippine                    | Michael Christian Martinez            |                                                   | |                                                                                              |
| Finlandia                    |                                       | Emmi Peltonen                                     | |                                                                                              |
| Francia                      | Chafik Besseghier                     | Maé-Bérénice Méité                                | Vanessa James / Morgan Ciprès                                                                                  | Gabriella Papadakis / Guillaume Cizeron Marie-Jade Lauriault / Romain Le Gac                 |
| Georgia                      | Moris Qvitelashvili                   |                                                   | |                                                                                              |
| Germania                     | Paul Fentz                            | Nicole Schott                                     | Annika Hocke / Ruben Blommaert Aliona Savchenko / Bruno Massot                                                 | Kavita Lorenz / Joti Polizoakis                                                              |
| Giappone                     | Yuzuru Hanyū Keiji Tanaka Shōma Uno   | Satoko Miyahara Kaori Sakamoto                    | Miu Suzaki / Ryūichi Kihara                                                                                    | Kana Muramoto / Chris Reed                                                                   |
| Gran Bretagna                |                                       |                                                   | | Penny Coomes / Nicholas Buckland                                                             |
| Israele                      | Alexei Bychenko Daniel Samohin        | Aimee Buchanan (solo gara a squadre)              | Paige Conners / Evgeni Krasnopolski                                                                            | Adel Tankova / Ronald Zilberberg                                                             |
| Italia                       | Matteo Rizzo                          | Carolina Kostner Giada Russo                      | Nicole Della Monica / Matteo Guarise Valentina Marchei / Ondřej Hotárek                                        | Anna Cappellini / Luca Lanotte Charlène Guignard / Marco Fabbri                              |
| Kazakistan                   | Denïs Ten                             | Aiza Mambekova Elizabet Tursynbaeva               | |                                                                                              |
| Lettonia                     | Deniss Vasiļjevs                      | Diāna Ņikitina                                    | |                                                                                              |
| Malaysia                     | Julian Yee                            |                                                   | |                                                                                              |
| Polonia                      |                                       |                                                   | | Natalia Kaliszek / Maksym Spodyriev                                                          |
| Rep. Ceca                    | Michal Březina                        |                                                   | Anna Dušková / Martin Bidař                                                                                    | Cortney Mansour / Michal Češka                                                               |
| Atleti Olimpici dalla Russia | Michail Koljada Dmitrij Aliev         | Alina Zagitova Evgenija Medvedeva Marija Sotskova | Kristina Astachova / Aleksej Rogonov Evgenija Tarasova / Vladimir Morozov Natal'ja Zabijako / Aleksandr Ėnbert | Ekaterina Bobrova / Dmitrij Solov'ëv Tiffani Zagorski / Jonathan Guerreiro                   |
| Slovacchia                   |                                       | Nicole Rajičová                                   | | Lucie Myslivečková / Lukáš Csölley                                                           |
| Spagna                       | Javier Fernández López Felipe Montoya |                                                   | | Sara Hurtado / Kirill Chaljavin                                                              |
| Stati Uniti                  | Nathan Chen Adam Rippon Vincent Zhou  | Karen Chen Mirai Nagasu Bradie Tennell            | Alexa Scimeca Knierim / Chris Knierim                                                                          | Madison Chock / Evan Bates Madison Hubbell / Zachary Donohue Maia Shibutani / Alex Shibutani |
| Svezia                       |                                       | Anita Östlund                                     | |                                                                                              |
| Svizzera                     |                                       | Alexia Paganini                                   | |                                                                                              |
| Turchia                      |                                       |                                                   | | Alisa Agafonova / Alper Uçar                                                                 |
| Ucraina                      | Jaroslav Paniot                       | Anna Chničenkova                                  | | Oleksandra Nazarova / Maksim Nikitin                                                         |
| Ungheria                     |                                       | Ivett Tóth                                        | |                                                                                              |
| Uzbekistan                   | Misha Ge                              |                                                   | |                                                                                              |

## Podi

### Uomini
| Evento                                    | Oro          | Punteggio | Argento   | Punteggio | Bronzo           | Punteggio |
| Pattinaggio di figura maschile (dettagli) | Yuzuru Hanyū | 317,85    | Shōma Uno | 306,90    | Javier Fernández | 305,24    |

### Donne
| Evento                                     | Oro            | Punteggio | Argento            | Punteggio | Bronzo         | Punteggio |
| Pattinaggio di figura femminile (dettagli) | Alina Zagitova | 239,57    | Evgenija Medvedeva | 238,26    | Kaetlyn Osmond | 231,02    |

### Coppie
| Evento                                    | Oro                                    | Punteggio | Argento                                       | Punteggio | Bronzo                                    | Punteggio |
| Pattinaggio di figura a coppie (dettagli) | Germania Aljona Savchenko Bruno Massot | 235,90    | Cina Sui Wenjing Han Cong                     | 235,47    | Canada Meagan Duhamel Eric Radford        | 230,15    |
| Danza su ghiaccio (dettagli)              | Canada Tessa Virtue Scott Moir         | 206,07    | Francia Gabriella Papadakis Guillaume Cizeron | 205,28    | Stati Uniti Maia Shibutani Alex Shibutani | 192,59    |

### Gara a squadre
| Evento | Oro | Punteggio | Argento | Punteggio | Bronzo | Punteggio |
| Gara a squadre (dettagli) | Canada Patrick Chan Kaetlyn Osmond* Gabrielle Daleman** Meagan Duhamel / Eric Radford Tessa Virtue / Scott Moir | 73        | Atleti Olimpici dalla Russia Mikhail Kolyada Evgenija Medvedeva* Alina Zagitova** Evgenija Tarasova / Vladimir Morozov* Natalia Zabiiako / Alexander Enbert** Ekaterina Bobrova / Dmitri Soloviev | 66        | Stati Uniti Nathan Chen* Adam Rippon** Bradie Tennell* Mirai Nagasu** Alexa Scimeca Knierim / Chris Knierim Maia Shibutani / Alex Shibutani | 62        |
| * Indica l'atleta o la coppia che ha gareggiato solo nel programma corto; ** Indica l'atleta o la coppia che ha gareggiato solo nel programma libero | |           | |           | |           |

## Medagliere
| Pos.   | Paese                        | Oro | Argento | Bronzo | Totale |
| ------ | ---------------------------- | --- | ------- | ------ | ------ |
| 1      | Canada                       | 2   | 0       | 2      | 4      |
| 2      | Atleti Olimpici dalla Russia | 1   | 2       | 0      | 3      |
| 3      | Giappone                     | 1   | 1       | 0      | 2      |
| 4      | Germania                     | 1   | 0       | 0      | 1      |
| 5      | Cina                         | 0   | 1       | 0      | 1      |
| 5      | Francia                      | 0   | 1       | 0      | 1      |
| 7      | Stati Uniti                  | 0   | 0       | 2      | 2      |
| 8      | Spagna                       | 0   | 0       | 1      | 1      |
| Totale | Totale                       | 5   | 5       | 5      | 15     |